# Krzysztof Adamczyk
Krzysztof Adamczyk (ur. 14 lutego 1956 w Gdańsku) – piłkarz, reprezentant Polski. 

## Kariera
W 1980 i 1981 roku zdobył Puchar Polski.
W 1981 roku został królem strzelców ekstraklasy (18 bramek).
Jest członkiem Galerii Sław Legii Warszawa.

### Reprezentacja
W reprezentacji narodowej zagrał w 3 meczach, debiutował 12 listopada 1980 w wygranym meczu z reprezentacją Hiszpanii rozegranym w Barcelonie (1:2).
| l.p. | Data              | Miejsce   | Przeciwnik | Rezultat | Rozgrywki  | Grał   | Uwagi |
| ---- | ----------------- | --------- | ---------- | -------- | ---------- | ------ | ----- |
| 1.   | 12 listopada 1980 | Barcelona | Hiszpania  | 2-1      | towarzyski | od 72' |       |
| 2.   | 19 listopada 1980 | Kraków    | Algieria   | 5-1      | towarzyski | 90'    |       |
| 3.   | 25 marca 1981     | Bukareszt | Rumunia    | 0-2      | towarzyski | od 72' |       |